# Anna Bornstein
Anna C Bornstein, född 1943, är en svensk författare, översättare och föreläsare. Hon har bl.a. skrivit  Inre äventyr (1992), Tankar om buddhismen som psykologi (1994) och Intuition (2000). Elev till den brittiske filosofen Paul Brunton, vars böcker hon också översatt till svenska.